# Taedong
De Taedong (Hangul:대동강) is een grote rivier in Noord-Korea. Deze ontspringt in het noordelijk gelegen Rangrim-gebergte, stroomt dan in zuidwestelijke richting en mondt uit in de Baai van Korea bij Namp'o. De Taedong stroomt door de hoofdstad van Noord-Korea, Pyongyang, onder andere langs de Juche-toren en het Kim Il-sung Plein.
De rivier heeft een lengte van 439 kilometer en is daarmee de op vier na langste river op het Koreaanse schiereiland en de op een na langste rivier van Noord-Korea. Pyongyang ligt ongeveer 110 kilometer stroomopwaarts, Sunchon 192 kilometer en Taehŭng 414 kilometer. Vanwege zijn diepte leent de Taedong zich uitstekend voor de scheepvaart.